# Cá đuối bướm hoa
Cá đuối bướm hoa, tên khoa học Gymnura poecilura, là một loài cá trong họ Gymnuridae.